# Emesis aethalia
Emesis aethalia är en fjärilsart som beskrevs av Bates 1868. Emesis aethalia ingår i släktet Emesis och familjen Riodinidae. Inga underarter finns listade i Catalogue of Life.